# Істочні-Старі-Град
Істочні-Старі-Град (серб. Општина Источни Стари Град) — одна з 6-ти громад, що утворюють Град (міський округ) Східне Сараєво. Розташована в регіоні Істочно-Сараєво Республіки Сербської. Адміністративним центром є село Хреша.